# P.O.E. Pieces of Eldritch
P.O.E. - Pieces of Eldritch è un film horror a episodi del 2014 diretto da Alessandro Redaelli, Domiziano Cristopharo, Ricky Caruso, Edo Tagliavini, Francesco Campanini, Mirko Virgili ispirato a sei diversi racconti di Edgar Allan Poe. il film è il terzo capitolo di una trilogia di film italiani ispirati alle opere del noto scrittore statunitense (P.O.E. Poetry of Eerie e P.O.E. Project of Evil) ed è stato presentato in anteprima internazionale alla trentaquattresima edizione dei Fantafestival di Roma. Nel 2019 è stato distribuito sul mercato USA in DVD e digital on demand da Wild Eye Releasing con il titolo House of Ravens.

## Trama
In un vecchio studio cinematografico Venantino Venantini introduce sei racconti del terrore ispirati alle opere di Edgar Allan Poe.
Gli episodi presenti sono: Morella (Ricky Caruso), King Pest (Alessandro Redaelli), The cask of Amontillado (Domiziano Cristopharo), Thou art the man (Francesco Campanini), Shadow (Edo Tagliavini), Never bet the devil your head (Mirko Virgili).